# Saw IV
Saw IV és la quarta pel·lícula de la saga nord-americana Saw. Es va estrenar el 2007. Continua la història de Jigsaw, un assassí i la seva obsessió per ensenyar-li a la gent el valor de les seves vides. Després que Jigsaw morís a la pel·lícula anterior (Saw III), aquesta pel·lícula s'enfoca en la seva habilitat de manipular la gent perquè continuïn la seva feina. Saw IV va ser dirigida pel director de Saw II i Saw III Darren Lynn Bousman juntament amb els co-creadors James Wan i Leigh Whannell tornant com a productors executius. A diferència dels tres primers films, Saw IV no va ser escrita per Wan o Whannell.

## Argument
Jigsaw i el seu aprenent Amanda estan morts. En realitzar-li una autòpsia al cos del maniàtic, els forenses del cas descobreixen una cinta en el seu estómac adreçada al Detectiu Hoffman. Un es pensa que aquesta és la forma en què comença la pel·lícula, però en realitat és un moment aïllat que va al final (això es veu perquè al final de la pel·lícula, el cadàver de l'assassí es troba encara en la sala on ho deixem de veure en Saw III). Després veiem a un home anomenat Trevor que desperta en un mausoleu amb un estrany aparell al mig i amb els ulls cosits i encadenat al coll. En la mateixa situació però a la boca es trobava Art blank l'advocat de John llavors en despertar els dos, Art blank recorda que el seu objectiu era simple matar el seu company de joc per sortir airós de la prova i va veure que Trevor tenia la clau, però Trevor com no podia veure per tenir els ulls cosits va agafar un martell i va començar a atacar per tot arreu, després Trevor es desespera i comença a estirar la cadena, però Art blank es nega i s'agafa d'un mur i en això es deslliga la clau que sostenia un cilindre rodador i s'activa una roda que comença a tirar de les dues cadenes. Art blank arriba a agafar la clau i tracta d'obrir la cadena, però ja que Trevor s'havia adonat que algú més estava al seu costat llavors li pega i fa que Art blank deixi la clau. Després els dos tenen una acalorada baralla, en això que Art blank veu que Trevor agafa un ganxo Art blank agafa un martell i li pega a Trevor, mentre que, Trevor li clava a Art blank el ganxo a la cama, el que molesta i comença a pegar-li diverses vegades al cap provocant que es caigui a la màquina i allà Art aprofita per matar a Trevor amb uns cops de martell al cap i s'obre la cadena amarrada al seu coll per així poder lliurar-se de la trampa, Art es lliura però no dels fils de la seva boca i com Trevor li havia clavat una mena de ganxo crida de dolor, i de sobte el fil es trenca fent que Art perdi sang per la boca.
L'objectiu del joc és l'Oficial Rigg, que té una obsessió per salvar la vida de les persones. El repte és que té 90 minuts per arribar a una habitació, on hi ha l'Oficial Eric Matthews, el Forense Hoffman, i art Blank. Però per arribar a aquest lloc ha de passar per unes proves posteriors, on hi ha gent en perill, però que han comès delictes anteriorment. Després en un flashback el detectiu Matthews recorda que quan va sortir del bany va deixar a Adam a la seva sort al soterrani on es va dur a terme Saw II i que després aquest es desmaiés i no sabés més del fotògraf.
El sergent Rigg i el Detectiu Hoffman, troben el cadàver de Kerry, al cap de poc arriben dos investigadors de l'FBI: Peter Strahm i Lindsey Pérez, debaten sobre com John o Amanda van poder posar el cos de la Detectiu en aquest lloc (ja que es trobava lligada dels braços a unes cadenes), ja que John tenia càncer i Amanda era una dona de mida menor a la detectiu, posteriorment segueixen pistes que els condueixen amb l'ex-dona de Jigsaw, Jill Tuck. Mentrestant, Rigg és atacat a casa seva, lloc on comença el joc per Rigg.
L'Oficial Rigg, desperta a la tina de casa seva, després un televisor s'encén i li diu que té l'oportunitat d'enfrontar la seva obsessió, però només té 90 minuts abans que el Detectiu Matthews i Hoffman morin. El parany de Matthews i Hoffman consisteix en una mena de caixa metàl·lica, a l'extrem esquerre hi ha un gran bloc de gel, sobre el qual està lligat del coll el Detectiu Matthews, mentre que l'extrem dret està Hoffman en una cadira, lligat de braços cames i amb un drap a la boca perquè aquest no parli, al costat d'ell hi ha un aparell elèctric. La "caixa" està una mica inclinada cap a la dreta, de manera que a mesura que el gel es fongui, l'aigua baixarà cap a on Hoffman. En 90 minuts el gel es descongelarà, fent que Detectiu Matthews mori penjat pel fet que la base de gel desapareixerà, i provocant simultàniament la mort de Hoffman, ja que l'aigua baixarà i arribarà l'aparell elèctric, provocant així la mort de Hoffman. Alhora, Art Blank està involucrat en un joc, en el qual perquè tots sobrevisquin, Rigg ha d'arribar als 90 minuts de temps.
Després, aquest entra a una habitació on una dona amb màscara de porc aquesta amarrada, després un televisor s'encén, en el qual diu que ha de "Veure el que jo veig" i que la pot salvar o anar-se'n, l'Oficial Rigg comença a cercar però al no trobar res li dispara als engranatges, això atura la màquina momentàniament, però després la màquina segueix però més ràpida, ell busca la combinació en els engranatges i la salva però amb el cuir cabellut destrossat, Rigg es va a buscar alguna cosa per curar-la, però quan arriba la dona té un ganivet. Aquest en lluitar amb ella la tira contra un vidre i mata a la dona, ell veu una cinta que va dirigida a la dona, que es diu Brenda, en la qual diu que un oficial va a salvar-la, però que ella pot escollir entre ser arrestada o matar a l'oficial, després Rigg veu en el ganivet de la dona la lletra "G" i 2 claus, una de "Hotel Alexander", i una altra desconeguda, mentre la policia rep una denúncia de la casa de Rigg.
Rigg entra a l'Hotel i puja a l'habitació, on una cinta li diu que ha segrestar el propietari, després de retenir-li diu que obri una porta que diu "Sents el que Sento", en obrir un televisor s'encén i es veu un enregistrament l'amo violant una dona, Rigg li diu que s'ha encadeni, Iván (L'amo) l'obeeix i s'encadena, després Rigg li dona uns martells, per viure, Iván ha de treure's els ulls, abans de sortir Rigg veu la lletra " G "en una cadena, després Iván pressiona un martell i es treu un ull en el segon 45, després va a pressionar el segon però la màquina s'activa i li treu els braços i les cames. Finalment, va a una escola, on va tenir el seu primer cas, en aquesta escola, una nena (Jane) es negava a testificar que era maltractada pel seu pare (Rex), igual que l'esposa de l'home (Morgan), la prova va ser primer per a la dona, es va despertar penjada del coll amb el seu marit, es deien i estaven travessats per agulles enormes, la dona els tenia en punts poc importants de la seva anatomia, però a la seva esquena el marit els tenia en punts vitals, en artèries principals, fent que si es retiressin moriria l'home, si no, moriria la seva dona dessagnada, la prova era per veure si podia separar-se d'allò que la danyava tant, en arribar Rigg, a la paret estava escrit "salva com jo sañvp", ell havia de jutjar si ella havia passat la prova i alliberar-la amb la segona clau.
L'Agent Peter Strahm i l'agent Lindsey Perez, troben el ninot de Jigsaw i aquest tenia una trampa que li dispara a l'agent la qual es va a l'hospital.
Finalment, Rigg s'ha d'enfrontar a la seva obsessió, va deduir on estaven i va ser l'Edifici Gideon, lloc on els van segrestar. En apropar-se més a l'habitació, troba una caixa, la qual conté una pistola i un cartutx per a aquesta. Mentre continua, es topa amb un passadís, en el qual estan totes les frases anteriorment vistes a les víctimes que Rigg va jutjar. Després, un flashback fa recordar a Rigg alguna cosa que Jigsaw li va dir a l'iniciar la seva prova "no pots salvar-los, només ells poden salvar-se". Al moment en què Rigg està per obrir la porta, Art Blank li lliura una pistola al Detectiu Matthews, després, Art diu: "El temps gairebé s'acaba, aviat serem alliberats.", Just en aquell moment, Art volteja cap a la porta, i veu la silueta de Rigg, va observar el cronòmetre i encara faltaven 5 minuts perquè el joc acabés, Art, sorprès i desesperat, li dispara a la silueta de Rigg. Instintivament, Rigg obre la porta, disparan-lo a Art i matant-lo, però just en el moment en què Rigg obre la porta, es deslliga una seguro lligat a dos blocs immensos de gel, els quals s'alliberen matant el Detectiu Matthews, ja que aquests li aixafen el cap. Tot va passar per culpa de l'obsessió de Rigg per salvar el Detectiu Matthews, finalment, Art li replica a Rigg que Jigsaw el va posar a prova i aquest li dispara al cap a Art. Aquest últim cau a terra amb una cinta a la mà. En aquesta cinta Jigsaw li diu que si està escoltant això, és perquè va fallar la prova, que la seva obsessió per salvar a la gent el va perjudicar, perquè va fer coses sense pensar, i que ells s'havien de salvar a si mateixos, si hagués obeït això, Eric estaria viu. Mentre escolta la cinta, el Detectiu Hoffman es posa dret, descobrint-se com el nou aprenent de Jigsaw. Hoffman s'acosta a Rigg, desconnecta les computadores i es dirigeix a la porta de sortida, abandonant a Rigg dient "Fi del Joc" (Game Over en la versió Americana). Mentre passava tot això, l'Agent Strahm estava buscant a Rigg, i arriba a la cambra on jeien morts Jigsaw, Amanda, Lynn i Jeff, aquest últim encara amb vida, (en aquest moment es revela que els esdeveniments ocorreguts en Saw IV passaven simultàniament amb Saw III) Jeff és assassinat per Strahm com a manera de defensa. En això arriba Hoffman i deixa tancat Strahm amb els 4 cadàvers que hi ha en aquesta habitació. Temps després, es revela que tot va ser el record de prova que va tenir Hoffman en escoltar la cinta que Jigsaw tenia en el seu cos al principi de la pel·lícula.

## Repartiment
| Personatges         | Actors             |
| ------------------- | ------------------ |
| John Kramer/Jigsaw  | Tobin Bell         |
| Mark Hoffman        | Costas Mandylor    |
| Agent Peter Strahm  | Scott Patterson    |
| Jill Tuck           | Betsy Russell      |
| Sargento Rigg       | Lyriq Bent         |
| Agent Lindsey Perez | Athena Karkanis    |
| Art Blank           | Justin Louis       |
| Ivan                | Marty Adams        |
| Brenda              | Sarain Boylan      |
| Morgan              | Janet Land         |
| Rex                 | Ron Lea            |
| Cecil               | Billy Otis         |
| Eric Matthews       | Donnie Wahlberg    |
| Trevor              | Kevin Rushton      |
| Dr. Heffner         | James Van Patten   |
| Tracy               | Ingrid Hart        |
| Fotògrafa Forense   | Joanne Boland      |
| Jeff Reinhart       | Angus McFadyen     |
| Amanda Young        | Shawnee Smith      |
| Lynn Denlon         | Bahar Soomekh      |
| Detective Kerry     | Dina Meyer         |
| Gus                 | Tony Nappo         |
| Addison             | Emmanuelle Vaugier |
| Lamanna             | Simon Reynolds     |
| Fisk                | Mike Realba        |
| Michael             | Noam Jenkins       |

## Banda sonora
Saw IV: Original Motion Picture Soundtrack és la banda sonora de la pel·lícula Saw IV. Va ser llançat el 23 d'octubre del 2007 per WEA / Warner Bros Records.
Llista de cançons
1. Nitzer Ebb - "Payroll (John O Mix)"
2. Saosin - "Collapse"
3. Drowning Pool - "Shame"
4. Sixx:A.M. - "Tomorrow"
5. The Red Jumpsuit Apparatus - "Misery Loves Its Company"
6. Avenged Sevenfold - "Eternal Rest"
7. Ministry - "Life Is Good"
8. Every Time I Die - "We'rewolf"
9. Soulidium - "Trapped"
10. Submersed - "Better Think Again"
11. From Autumn To Ashes - "On The Offensive"
12. Skinny Puppy - "Spasmolytic (Deftones Remix-Habitual Mix)"
13. Dope Stars Inc. - "Beatcrusher"
14. Emilie Autumn - "Dead Is The New Alive (Manipulator Mix by Dope Stars Inc.)"
15. Oxygen - "Do You Want To Play A Game"
16. The Human Abstract - "Crossing The Rubicon"
17. The Red Chord - "Dread Prevailed"
18. Fueled By Fire - "Thrash Is Back"
19. Charlie Clouser - "Just Begun"

Àlbum Digital
1. Nitzer Ebb - "Payroll (John O Mix)"
2. Saosin - "Collapse"
3. Drowning Pool - "Shame"
4. Sixx:A.M. - "Tomorrow"
5. The Red Jumpsuit Apparatus - "Misery Loves Its Company"
6. Ministry - "Life Is Good"
7. Every Time I Die - "We'rewolf"
8. Soulidium - "Trapped"
9. Submersed - "Better Think Again"
10. From Autumn To Ashes - "On The Offensive"
11. Skinny Puppy - "Spasmolytic (Deftones Remix-Habitual Mix)"
12. Dope Stars Inc. - "Beatcrusher"
13. Emilie Autumn - "Dead Is The New Alive (Manipulator Mix by Dope Stars Inc.)"
14. Oxygen - "Do You Want To Play A Game"
15. Collinz Room - "Just Another Day"
16. The Red Chord - "Dread Prevailed"
17. Fueled By Fire - "Thrash Is Back"

Àlbum Complet
Igual que la banda sonora completa de Saw III, aquest àlbum no va estar sota llicència de cap companyia així que no va ser comercialment distribuït. Així com la banda sonora completa de Saw III, aquesta banda sonora també va ser posada en el lloc de Evolution Music Partners. Les 2 hores d'aquest àlbum van ser compostes per Charlie Clouser. La llista de cançons aquesta manera següent:
1. Autopsy-Mix1
2. Autopsy-Mix2
3. Just Begun-Mix1
4. Just Begun-Mix2
5. Just Begun-Mix3
6. Just Begun-Mix4
7. Blind/Mute
8. SWAT Hall
9. Karen
10. Cherish
11. Research
12. It Says...
13. Newspaper
14. Plastic
15. Hello, Rigg
16. Hair Puller -A-
17. Prints
18. Hair Puller -B-
19. Hello, Brenda
20. Icebox
21. Hair Scene
22. SWAT Body
23. Jill Cold
24. Help Them-Mix1
25. Help Them-Mix2
26. Shivering-Mix1
27. Shivering-Mix2
28. Shivering-Alt
29. Room 261
30. Rigg Pig-Mix1
31. Rigg Pig-Mix2
32. Mantra
33. Workshop
34. One Step
35. Bed Ripper
36. Teacher
37. Pregnant-Mix1
38. Pregnant-Mix2
39. She Stays
40. Step Back
41. Step Back-Alt
42. It's Art-Mix1
43. It's Art-Mix2
44. It's Art-Mix3
45. It's Art-Mix4
46. School Daze
47. Speared
48. Pulling
49. Save Yourself
50. New Game
51. New Game-Alt
52. Hello, Pérez
53. Recommend
54. Partners
55. Lesson
56. The Tool-Mix1
57. The Tool-Mix2
58. Knife Face
59. Smash Clock
60. Gideon
61. Better Hope
62. Let Go

## Saga
- Saw (curtmetratge 2003)
- Saw
- Saw II
- Saw III
- Saw V
- Saw VI
- Saw VII